# السلاح النووي وإسرائيل
أعلنت إسرائيل عن امتلاكها لأسلحة نووية حسب تصريح وزير شؤون القدس والتراث الإسرائيلي عميحاي إلياهو. ويقول البعض أنها سادس دولة في العالم تقوم بتطوير هذا النوع من الأسلحة. وهي واحدة من أربع دول نووية غير مُعرَّفة في معاهدة الحد من انتشار الأسلحة النووية (NPT) كدول تمتلك السلاح النووي. الدول الثلاثة الأخري هي الهند وباكستان وكوريا الشمالية. تعود صياغة عبارة «لن تكون الأولى» إلى مذكرة تفاهم أشكول-كومر التي تمت بين إسرائيل والولايات المتحدة في 10 مارس عام 1965، والتي للمرة الأولى تتضمن تأكيدًا إسرائيليًا مكتوبًا بأنها لن تكون أول من يدخل السلاح النووي في منطقة الشرق الأوسط. ترفض إسرائيل التوقيع على معاهدة الحد من الانتشار النووي رغم الضغوط الدولية عليها للقيام بذلك، وتذكر أن التوقيع على معاهدة الحد من الانتشار النووي سيكون مخالفًا لمصالح أمنها القومي.
بالإضافة إلى ذلك، بذلت إسرائيل جهودًا مكثفة لحرمان جهات فاعلة أخرى في المنطقة من قدرتها على امتلاك أسلحة نووية. وأضافت عقيدة بيغن الخاصة بالضربة الوقائية للتصدي لانتشار السلاح، بعدا آخر لسياسة إسرائيل النووية الراهنة. فما تزال إسرائيل هي الدولة الوحيدة في الشرق الأوسط التي يعتقد انها تمتلك السلاح النووي.
بدأت إسرائيل الإستقصاء في المجال النووي بعد وقت قصير من تأسيسها في عام 1948 وبدعم الفرنسي شرعت سرا في بناء مفاعلا نوويا ومصنعا لإعادة التجهيز في ديمونا خلال أواخر الخمسينات. هناك مزاعم أن إنتاج السلاح النووي في إسرائيل قد بدأ في أواخر الستينات، ولكن لم يتم تأكيد ذلك علنًا. وفي عام 1986، قدم مردخاي فعنونو، وهو فني نووي إسرائيلي سابق، تفاصيلًا وصورًا واضحة لصحيفة صنداي تايمز عن برنامج أسلحة نووية إسرائيلية كان يعمل فيها لمدة تسع سنوات، «وقد شمل ذلك معدات لاستخراج مواد مشعة لإنتاج أسلحة ونماذج معملية لأجهزة نووية حرارية». (أجهزة تستخدم لصناعة قنابل هيدروجنية).
تتفاوت التقديرات لحجم الترسانة النووية الإسرائيلية بين 75 و 400 رأس نووي. يتوقع أن قوة الردع النووية الإسرائيلية تملك القدرة على إيصال تلك الرؤوس لأهدافها باستخدام الصواريخ الباليستية وسيطة المدى، والصواريخ العابرة للقارات، والطائرات، وصواريخ كروز التي تطلق من الغواصات. ويقدر معهد ستوكهولم الدولي لأبحاث السلام أن إسرائيل لديها ما يقرب من 80 سلاح نووي موفور، منها 50 رأس حربي مجهز للإيصال بواسطة صواريخ أريحا II الباليستية متوسطة المدى و30 «قنبلة ثقالة» (قنبلة غير موجّهة) مجهزة للإيصال بواسطة الطائرات.

## تاريخ التَكَوّن

### ما قبل ديمونا 1949-1956
كان أول رئيس وزراء لإسرائيل دافيد بن غوريون «قريبا من الهوس» بفكرة الحصول على أسلحة نووية لمنع تكرار حدوث محرقة جديدة لليهود، حسبما يعتقد وما تزعمه إسرائيل. وقد ذكر أن: «ما قام به آينشتاين، وأوبنهايمر، وتيلر، والثلاثة هم من اليهود، من أجل الولايات المتحدة، يمكن أيضا أن يقوم به علماء إسرائيليون من أجل شعبهم». ومع ذلك قرر بن غوريون أن يقوم بتجنيد علماء يهود من الخارج حتى قبل أن تنتهي حرب 1948 التي نشأت في أعقبها إسرائيل. وكان هو وآخرون، مثل رئيس معهد وايزمان للعلوم وعالم وزارة الدفاع إرنست ديفيد بيرجمان (مؤسس البرنامج النووي الإسرائيلي)، يعتقدون ويأملون أن علماء يهود مثل اوبنهايمر وتيلر يمكنهما مساعدة إسرائيل.
في عام 1949 بدأت وحدة من فيلق العلوم في الجيش الإسرائيلي عملية مسح جيولوجي في النقب لمدة عامين. في حين أن الدافع الرئيسي لتلك الدراسة المبدئية كان هو الشائعات عن وجود حقول بترول، كانت إحدى الأهداف للمسح المطول الذي استمر لمدة سنتين هو العثور على مصادر لليورانيوم. وقد تم العثور على بعض كميات صغيرة منه قابلة للاستخلاص في رواسب الفوسفات. وفي تلك السنة قامت وحدة العلوم بتمويل ستة طلاب فيزياء جامعيين إسرائيليين للدراسة في الخارج، وشمل ذلك إرسال طالب منهم إلى جامعة شيكاغو للدراسة تحت إشراف إنريكو فيرمي، الذي كان قد أشرف على أول تفاعل نووي متسلسل تلقائي واصطناعي في العالم. وفي أوائل عام 1952 نقلت وحدة العلوم من الجيش الإسرائيلي إلى وزارة الدفاع وأعيد تنظيمها لتصبح شعبة البحوث والبنية التحتية (EMET). وفي يونيو من ذلك العام عين بن غوريون إرنست بيرجمان ليكون الرئيس الأول للجنة الطاقة الذرية الإسرائيلية (IAEC). 
تم تغيير اسم وحدة العلوم من «حمد جايمل» Hemed Gimmel إلي «ماشون 4» Machon 4 أثناء النقل، واستخدمها بيرجمان «كالمختبر الرئيس» لمنظمة الطاقة الذرية الإسرائيلية. وبحلول عام 1953، استطاعت ماشون 4 التي كانت تعمل مع إدارة بحوث النظائر في معهد وايزمان، التمكن من القدرة على استخراج اليورانيوم من الفوسفات في صحراء النقب وتطوير تقنية جديدة لإنتاج ماء ثقيل محلي. كانت التقنيات المستخدمة أكثر تقدما من الجهود الأمريكية بحوالي سنتين من البحث. بيرجمان، الذي كان مهتما بزيادة التعاون النووي مع الفرنسيين، قام ببيع براءاتي الاختراع لمفوضية الطاقة الذرية الفرنسية (CEA) بمبلغ 60 مليون فرنك. وعلى الرغم من أن الاختراعين لم يتم الترويج لهما تجاريا أبدا، كانت تلك الصفقة خطوة استتباعية للتعاون الفرنسي الإسرائيلي في المستقبل. وبالإضافة إلى ذلك، ربما ساعد العلماء الإسرائيليين في بناء مفاعل إنتاج البلوتونيوم G-1 ومحطة إعادة المعالجة UP-1 في ماركول. وكانت لفرنسا وإسرائيل علاقات وثيقة في العديد من المجالات. كانت فرنسا هي مورد السلاح الرئيسي للدولة اليهودية الناشئة، وبما أن القلاقل كانت منتشره في تلك الفترة خلال المستعمرات الفرنسية في شمال أفريقيا، قدمت إسرائيل لفرنسا معلومات استخبارية قيمة حصلت عليها من اتصالاتها مع اليهود الشرقيين في تلك البلدان. وفي الوقت نفسه كان العلماء الإسرائيليين يراقبون أيضا البرنامج النووي الفرنسي ذاته، إذ كانوا العلماء الاجانب الوحيدون المسموح لهم بالتجول «كما يشاؤون» في المنشآت النووية في ماركول. بالإضافة إلى توطيد العلاقات بين الباحثين الإسرائيليين والفرنسيين اليهود وغير اليهود، أعتقد الفرنسيون أن التعاون مع إسرائيل يمكن أن يتيح لهم الوصول لعلماء نوويين دوليين يهود آخرين.
بعد أن أعلن الرئيس الأمريكي دوايت أيزنهاور مبادرة الذرة من أجل السلام، أصبحت إسرائيل ثاني دولة توقع عليها (بعد تركيا)، كما وقعت على اتفاقية للتعاون النووي السلمي مع الولايات المتحدة يوم 12 يوليو، 1955.وقد توجت تلك الاتفاقية بحفل توقيع شعبي في 20 مارس من العام 1957، لبناء «مفاعل بحثي صغير بحجم حمام السباحة في ناحال سوريك»، وذلك ليستخدم في حجب عملية بناء منشأة نووية أكبر بكثير مع الفرنسيين في ديمونا.
في عام 1986 ذكر فرانسيس بيرين، المفوض الفرنسي العالي للطاقة الذرية في الفترة من 1951-1970، علنا أنه في العام 1949 تمت دعوة العلماء الإسرائيليين إلى مركز ساكلاي للبحوث النووية، وأن هذا التعاون أفضى إلى تضافر للجهد المشترك شمل تقاسم المعارف بين العلماء الفرنسيين والإسرائيليين وخاصة أولئك الذين لهم إحاطة بمشروع مانهاتن (المشروع الأمريكي). وفقا للمقدم وارنر د. فار في تقرير لمركز التصدي لانتشار السلاح التابع لسلاح الجو الأميركي أنه في حين كانت فرنسا سابقا رائدة في مجال الأبحاث النووية "كانت إسرائيل وفرنسا على مستوى مماثل من الخبرة بعد الحرب، وكان العلماء الإسرائيليين يمكنهم أن يقدموا مساهمات كبيرة للجهود الفرنسية في ذلك المجال. التقدم في العلوم والتكنولوجيا النووية في فرنسا وإسرائيل ظل مرتبط ارتباطا وثيقا طيلة أوائل الخمسينات". وعلاوة على ذلك، وفقا لفار، "كان هناك العديد من المراقبين الإسرائيليين في التجارب النووية الفرنسية، وكان الإسرائيليون يملكون "إمكانية وصول مطلقة لبيانات الاختبار الفرنسية الخاصة بالانفجارات النووية".

### ديمونا 1956-1965

#### المفاوضات
برر الفرنسيون قرارهم بتزويد إسرائيل بمفاعل نووي بأن زعموا أن هذا لم يكن بدون سابقة يستندوا إيها. ففي سبتمبر 1955 أعلنت كندا علنا بأنها ستساعد الحكومة الهندية علي بناء مفاعل أبحاث للماء الثقيل «لأغراض سلمية»، وهو ما يسمي بمفاعل كايروس (CIRUS).  وعندما قام الرئيس المصري جمال عبد الناصر بتأميم قناة السويس، اقترحت فرنسا أن تقوم إسرائيل بمهاجمة مصر وغزو سيناء كذريعة لفرنسا وبريطانيا لغزو مصر متنكرين تحت لواء «قوات حفظ السلام» والقصد الحقيقي كان الاستيلاء على قناة السويس (انظر العدوان الثلاثي). وفي المقابل، فإن فرنسا ستقوم بتزويد المفاعل النووي كأساس لبرنامج الأسلحة النووية الإسرائيلي. عندما شعر شمعون بيريز بأن الفرصة سانحة للحصول على المفاعل النووي، قبل هذا العرض. في 17 سبتمبر 1956، وصل بيريز وبيرجمان إلى اتفاق مبدئي في باريس بأن تقوم لجنة الطاقة الذرية الفرنسية ببيع إسرائيل مفاعل بحثي صغير. وقد أكد بيريز ذلك من جديد خلال مؤتمر بروتوكول سيفرز في أواخر أكتوبر؛ أن هناك اتفاق فرنسي-إسرائيلي لبيع مفاعل سيتم بناؤه بالقرب من ديمونا وأيضا لتوريد وقود نووي (يورانيوم).
استفادت إسرائيل من الحكومة الفرنسية الموالية لإسرائيل خلال هذا الوقت على نحو غير عادي. وبعد أن أدى العدوان الثلاثى (أو كما يعرف في الغرب بأزمة السويس) لتهديد الاتحاد السوفياتي بالتدخل وإجبار البريطانيين والفرنسيين على الانسحاب من القناة تحت ضغط من الولايات المتحدة، أرسل بن غوريون بيريز وغولدا مائير إلى فرنسا. في ذلك الوقت، تم وضع الأساس لبناء مفاعل نووي أكبر ومحطة إعادة معالجة كيميائية خلال المناقشات مع فرنسا، وكان رئيس الوزراء الفرنسي غي موليه يشعربالخزي لأنه تخلى عن التزامه مع زملائه الاشتراكيين في إسرائيل، ومن المتصور أنه قال لأحد مساعدية «أنا مدين بالقنبلة لهم»  في حين قال الجنرال بول إيلي، رئيس أركان الدفاع، أنه «يجب أن نقدم لهم هذا لضمان أمنهم، هذا شيء حيوي». كما ذكر رئيس الوزراء موريس بورجيه-ماونوري، خليفة موليه، «لقد أعطيتكم [يقصد الإسرائيليين] القنبلة لمنع حدوث محرقة أخرى للشعب اليهودي ولكي تتمكن إسرائيل من مواجهة أعدائها في الشرق الأوسط». 
تمت العلاقة النووية الفرنسية-الإسرائيلية يوم 3 أكتوبر 1957، في اتفاقيتين محتوياتهما مازلت سرية حتي الآن:  أحداهما سياسية أعلن فيها أن المشروع سوف يكون للأغراض السلمية وحُددت فيها التزامات قانونية أخرى، والأخري تقنية وصف فيها مفاعل EL -102 بقدرة 24 ميجاوات. وكان المفاعل الذي سينفذ في الواقع أكبر من ذلك مرتين إلى ثلاث مرات  وسيكون قادرا على إنتاج 22 كيلوغراما من البلوتونيوم سنويا. عندما وصل المفاعل إلى إسرائيل، أعلن رئيس الوزراء بن غوريون أن الغرض منه كان لتوفير محطة ضخ لتحلية مليار جالون مكعب من مياه البحر سنويا وتحويل الصحراء إلى «جنة زراعية». في أعقاب ذلك استقال ستة من سبعة أعضاء في لجنة الطاقة الذرية الإسرائيلية على الفور احتجاجا، معتبرين أن المفاعل كان مقدمة ل«مغامرة سياسية سوف تؤدي لأن يتحد العالم ضدنا».

#### أعمال الحفر
قبل بدأ أعمال البناء تقرر أن حجم المشروع سيكون كبيرا جدا بالمقانة مع امكانيات الفريقين، شعبة البحوث والبنية التحتية (EMET) ومنظمة الطاقة الذرية الإسرائيلية (IAEC)، لذلك قام شمعون بيريز بتعين العقيد مانوية برات، الملحق العسكري الإسرائيلي وقتئذ في بورما، ليكون رئيس المشروع. بدأ البناء في أواخر العام 1957 أو أوائل عام 1958، وذلك بحضور مئات من المهندسين والفنيين الفرنسيين إلى منطقة بئر السبع وديمونا [بحاجة لمصدر]. وبالإضافة إلى ذلك، تم تعيين الآلاف من اليهود السفارديم الذين هاجروا حديثا للقيام حفر؛ وللتحايل على قوانين العمل الصارمة، تم تعيينهم بزيادات مقدرة ب 59 يوما، مفصولة بيوم عطلة واحد.

#### إنشاء شعبة لاكام
بحلول أواخر الخمسينات أنشأ شمعون بيريز ودشن شعبة مخابراتية جديدة مخصصة للإستقصاء في العالم، ولتأمين التقنيات والمواد والمعدات اللازمة للبرنامج بشكل سري؛ بأي وسيلة ضرورية. في آخر الأمر سميت الخدمة الجديدة بليكيم LEKEM (وتلفظ لاكام، اختصارا ل "مكتب وصل العلوم' بالعبرية). عين بيريز بنيامين بلومبرغ، رئيس أركان الجيش الإسرائيلي للأمن الداخلي، لقيادة هذه المهمة. كرئيس لتلك الشعبة، ارتقي بلومبرغ ليصبح شخصية رئيسية في جماعة الاستخبارات الإسرائيلية، وذلك لقيامه بتنسيق العملاء في جميع أنحاء العالم وتأمين العناصر المصيرية للبرنامج.

#### انقطاع العلاقات مع فرنسا
عندما أصبح شارل ديغول رئيسا لفرنسا في أواخر عام 1958 أراد أن ينهي التعاون النووي الفرنسي-الإسرائيلي، وقال انه لن يقوم بتزويد إسرائيل باليورانيوم إلا إذا تم فتح المُنشأة للمفتشين الدوليين، وأعلانها سلمية، وأنه لا يتم فيها إعادة تصنيع للبلوتونيوم. خلال سلسلة طويلة من المفاوضات، وصل شمعون بيريز في النهاية إلى حل وسط مع وزير الخارجية موريس كوف دو مورفيل بعد أكثر من عامين، والذي بموجبه تكون الشركات الفرنسية قادرة على مواصلة الوفاء بالاتزاماتها في العقد المبرم بينها وبين إسرائيل، وتعلن إسرائيل في المقابل أن المشروع السلمي.  ونتيجة لهذا، لم تنته المساعدات الفرنسية حتى عام 1966. ومع ذلك أوقف توريد وقود اليورانيوم (النووي) لإسرائيل سالفاً في عام 1963. وعلى الرغم من هذا، ربما قامت شركة يورانيوم فرنسية متمركزة في الغابون ببيع اليورانيوم لإسرائيل في عام 1965. ابتدأت الحكومة الأمريكية تحقيقا في تلك الواقعة، ولكن لم تتمكن من تحديد ما إذا كان مثل هذا البيع قد حدث أم لا.

#### المساعدات البريطانية
تبين وثائق بريطانية سرية للغاية  حصل عليها برنامج نيوزنايت في البي بي سي أن بريطانيا قدمت مئات من الشحنات السرية المحتوية على مواد محظورة إلى إسرائيل في الخمسينات والستينات. شملت هذه الشحنات موادا كيميائية متخصصة لإعادة المعالجة وعينات من مواد انشطارية مثل اليورانيوم-235 في عام 1959، والبلوتونيوم في عام 1966، وكذلك ليثيوم-6 عالي التخصيب، الذي يستخدم لتعزيز القنابل الانشطارية وتزويد القنابل الهيدروجينية بالوقود. التحقيق أيضا أظهر أن بريطانيا شحنت 20 طنا من الماء الثقيل مباشرة إلى إسرائيل في عامي 1959 و 1960 للبدء في تشغيل مفاعل ديمونة. وعقدت الصفقة من خلال شركة واجهة نرويجية تدعي نوراتوم Noratom والتي حصلت علي عمولة 2٪ من ثمن الصفقة. كانت بريطانيا قد طُلب منها دفوعا في الوكالة الدولية للطاقة الذرية حول صفقة المياه الثقيلة بعد أن كَشف عنها برنامج البي بي سي نيوزنايت في عام 2005. ادعى وزير الخارجية البريطاني كيم هاولز أن هذا البيع كان إلى النرويج. لكن ضابط المخابرات البريطاني السابق الذي حقق في الصفقة في ذلك الوقت أكد أن هذا كان حقا بيعا لإسرائيل وأن عقد نوراتوم كان مجرد تمثيلية. اعترفت وزارة الخارجية البريطانية أخيرا في مارس 2006 أن بريطانيا كانت تعرف أن الوجهة كانت لإسرائيل طوال الوقت. تعترف إسرائيل بأنها قامت بتشغيل مفاعل ديمونا بالماء الثقيل النرويجي منذ عام 1963. يقول المهندسون الفرنسيون الذين ساعدوا في بناء مفاعل ديمونة أن الإسرائيليون كانوا مشغلي مفاعلات محترفين، ولذلك لم يفقد من ذلك الماء قط سوي جزء صغير نسبيا خلال السنوات التي تلت تحضير المفاعل لأول مرة موضع التنفيذ.

### النشاط الحرج
في عام 1961، أبلغ رئيس الوزراء الإسرائيلي ديفيد بن غوريون رئيس الوزراء الكندي جون ديفنبيكر أن إسرائيل ستقوم ببناء محطة تجريبية لفصل البلوتونيوم في ديمونا. وخلصت الاستخبارات البريطانية من هذه المعلومات وغيرها أن هذا «لا يمكن أن يعني إلا أن إسرائيل تعتزم إنتاج أسلحة نووية». اأصبح لمفاعل النووي في ديمونا حرجا في عام 1962. وبعد انقطاع علاقة إسرائيل بفرنسا، ذكرت التقارير أن الحكومة الإسرائيلية تواصلت مع الأرجنتين. فوافقت الحكومة الأرجنتينية علي بيع الكعكة الصفراء (أكسيد اليورانيوم) لإسرائيل. ويُزعم أنه بين عامي 1963 و 1966، شُحن في السر حوالي 90 طنا من الكعكة الصفراء من الأرجنتين إلى إسرائيل. وبحلول عام 1965 تم الانتهاء من محطة إعادة التجهيز الإسرائيلية وأصبحت جاهزة لتحويل قضبان وقود المفاعل إلي بلوتونيوم من الصنف المخصص لصنع أسلحة نووية.

#### التكلفة
التكاليف المضبوطة لبناء البرنامج النووي الإسرائيلي غير معروفة، على الرغم من أن بيريز قد قال لاحقا أن المفاعل تكلف 80 مليون دولار في عام 1960،  إذ تم جمع نصف هذا المبلغ من التبرعات التي وهبها يهود الخارج، والذين شملوا العديد من اليهود الأميركيين. وقد أتيح لهؤلاء المتبرعين القيام جولة في مجمع ديمونة في عام 1968. 

### إنتاج الأسلحة من 1967 إلى الوقت الحاضر

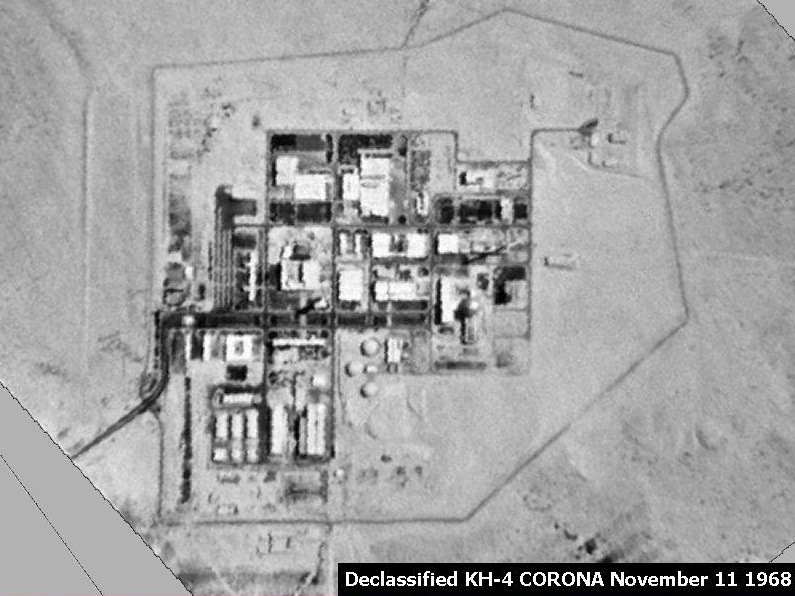
مجمع مباني ديمونة المكتمل كما أظهره الساتل الأمريكي كورونا في 11 نوفمبر 1968.

يعتقد أن إسرائيل قد بدأت في إنتاج الأسلحة النووية على نطاق واسع في أعقاب حرب 1967 (نكسة حزيران)، على الرغم من أنها ربما كانت قد أمتلكت أجزاء من قنابل في وقت سابق. وذكر تقرير لوكالة المخابرات المركزية في مطلع عام 1967 أن إسرائيل تمتلك المواد اللازمة لبناء قنبلة في مدة تترواح من ستة إلى ثمانية أسابيع  ويشير بعض الكتاب أن إسرائيل كانت تمتلك قنابل بدائية جاهزة للاستخدام خلال الحرب.  وفقا للصحفي الأمريكي سيمور هيرش، كان كل شيء جاهزا للإنتاج في هذا الوقت في حال صدور أمر رسمي للقيام بذلك. ويذكر تقريرا آخر لوكالة المخابرات المركزية صدر في عام 1968 أن «... إسرائيل قد تشرع في برنامج لصناعة أسلحة نووية في السنوات القليلة القادمة.»  كان موشيه دايان، وزير الدفاع آنذاك، يعتقد أن الأسلحة النووية كانت أرخص وأكثر عملية من قوات إسرائيلية حربية تقليدية متنامية إلي الأجل غير المسمى. وقام باقناع بنحاس سابير، المدير الاقتصادي لحزب العمل، بقيمة البدء في البرنامج وذلك باصطحابه في جولة خلال موقع ديمونا في أوائل عام 1968، وبعد وقت قصير قرر ديان أن لديه صلاحية أن يأمر ببداية الإنتاج الكامل لأربع أو خمس رؤوس حربية نووية سنويا. وقال هيرش أن هناك اعتقاد سائد أن عبارة «لن يتكرر أبدا» والمقصود بها «زوال إسرائيل» كانت مثبتة باللحام، باللغتين الإنجليزية والعبرية، على الرأس الحربي الأول. 
أحتاج الإسرائيليون إلي كميات كبيرة من خام اليورانيوم من أجل إنتاج البلوتونيوم. في عام 1968، اشتري الموساد 200 طن يورانيوم من "Union Minière du Haut Katanga" (اتحاد تعدين كاتانغا العليا)، وهي شركة تعدين بلجيكية كانت تعمل في جمهورية الكونغو الديمقراطية، وذلك بدعوى شرائها لشركة كيميائية إيطالية في ميلانو. وحينما يشحن اليورانيوم من أنتويرب (بلجيكا) يتم نقله علي الفور إلى سفن شحن إسرائيلية في عرض البحر ويجلب إلى إسرائيل. أصبحت عملية الاختفاء المدبر لليورانيوم، ويطلق عليها عملية بلومبات، موضوع لكتاب بعنوان "The Plumbat Affair" أو «مسألة بلومبات» صدر في عام 1978. 
اختلفت التقديرات حول عدد الرؤوس الحربية التي بنتها إسرائيل منذ أواخر الستينات، وهي تقوم أساسا على كمية المواد الانشطارية التي يمكن أن يتم إنتاجها وعلى إفشاءات الفني النووي الإسرائيلي مردخاي فعنونو.